# Ovcearovo, Haskovo
Ovcearovo (în bulgară Овчарово) este un sat în comuna Harmanli, regiunea Haskovo,  Bulgaria. 

## Demografie
Componența etnică a satului Ovcearovo
     Bulgari (95,7%)
     Nicio identificare (1,84%)
     Altele (2,45%)
La recensământul din 2011, populația satului Ovcearovo era de 163 locuitori. Din punct de vedere etnic, majoritatea locuitorilor (95,7%) erau bulgari. Pentru 1,84% din locuitori nu este cunoscută apartenența etnică.